# Glàndula supraorbitària

Pingüí magallànic

La glàndula supraorbitària és un tipus de glàndula que es troba al costat dels laterals de les cavitats nasals d'algunes espècies d'aus marines, especialment en els pingüins, que elimina clorur de sodi del torrent sanguini. La funció de la glàndula és similar a la dels ronyons, encara que molt més eficient en l'eliminació de sal, la qual cosa permet a aquestes aus sobreviure sense tenir accés a l'aigua dolça. El terme supraorbitària fa referència a la seva ubicació just damunt de l'òrbita ocular.
Sense elles, viure en ambients d'aigua salada podria suposar grans problemes per als pingüins ja que la gran ingestió de sal deterioraria la seva salut. Els pingüins no beuen aigua salada directament, però la ingereixen per mitjà de les seves preses. Així l'aigua salada entra al seu sistema i cal excretar-la de manera eficient. Per això, la glàndula supraorbitària els permet sobreviure en aquest ambient en permetre'ls filtrar l'aigua del seu organisme. La glàndula es localitza just damunt de l'ull i envolta un capil·lar del cap, del que contínuament s'extreu la sal que passa per ell. El subproducte que elimina la glàndula té una concentració de sal aproximadament cinc vegades major del que es troba en els teixits de l'animal, la qual cosa indica la seva eficiència.
L'au excreta aquest tipus de salmorra de la glàndula a través del bec. Amb freqüència aquest fluid degota i sembla que moqueja. Altres vegades l'expulsen per mitjà d'un esternut. En absència d'aigua salada, per exemple, en estat de captivitat, la glàndula roman inactiva ja que no té cap altra funció. Aquesta inactivitat de la glàndula supraorbitària no afecta negativament la salut dels pingüins.